# قانون الغاز المجمع
قانون الغاز المجمع كما يوحي الاسم قانون يؤلف بين قوانين الغازات الثلاثة قانون بويل وقانون شارل وقانون جاي-لوساك والتي تحدد العلاقة بين ضغط الغاز وحجمه ودرجة حرارته. وينص القانون على أن النسبة بين مضروب الضغط والحجم وبين درجة الحرارة هي مقدار ثابت لا يتغير. ويعبر عنه رياضيا حسب الآتي:
{\displaystyle \qquad {\frac {pV}{T}}=k}
حيث
p هي الضغط
V  هي الحجم
T  درجة الحرارة
k  هو المقدار الثابت ووحدة قياسه هي (طاقة\درجة الحرارة)
ويمكن استغلال هذا القانون في مقارنة تغيرات المادة عند ظروف مختلفة.
{\displaystyle \qquad {\frac {p_{1}V_{1}}{T_{1}}}={\frac {p_{2}V_{2}}{T_{2}}}}
ويستعمل هذا القانون في حل مسائل قانوني شارل بويل حيث أنه مشتق منهما. وعند إضافة قانون أفوجادرو الذي ينص على (تحتوي احجام متساوية من غازات مختلفة عند نفس درجة الحرارة والضغط على عدد متساو من الجزيئات) مع هذا القانون نحصل على قانون الغاز المثالي ومن ثم يمكن حساب ثابت الغازات العام.

## القوانين الثلاثة
- قانون بويل (1662، مختص بالضغط والحجم):

«عند درجة حرارة معينة، فإن ضغط كمية معينة من غاز ما يتناسب عكسيا مع حجم الحيز».
{\displaystyle {P_{1}V_{1}}={P_{2}V_{2}}\,} * قانون شارل (1787، مختص بالحجم والحرارة):
«ان حجم كمية معينة من الغاز تحت ضغط ثابت تتغير طرديا مع درجة الحرارة».
{\displaystyle {\frac {V_{1}}{T_{1}}}={\frac {V_{2}}{T_{2}}}}
- قانون غاي-لوساك (1809، مختص بالحرارة والضغط):

«إذا وضعت كمية من الغاز في وعاء مغلق ذي حجم ثابت فإن ضغط الغاز يتناسب طرديا مع درجة الحرارة».
{\displaystyle {\frac {P_{1}}{T_{1}}}={\frac {P_{2}}{T_{2}}}}